# Сакар (защитена зона)
Сакар е защитена зона от Натура 2000 по директивата за опазване на дивите птици. Обхваща нископланински район в Сакар с долини на малки реки, притоци на реките Марица и Тунджа, в близост до държавната граница с Турция. Заема площ от 125 722,3 ha.

## Граници
Обхваща територии с надморска височина от 50 до 856 m. На територията на защитената зона са разположени тридесетина села, Тополовград и слабо развита система от пътища.

## Флора
Ниските части на защитената зона са заети със селскостопански площи на мястото на гори от космат и виргилиев дъб. На около 15% от общата площ са разпръснати тревни съобщества с преобладаване на белизма, луковична ливадина и черна садина. Срещат се драка и смин. Билото на планината и склоновете над 500 m са покрити със смесени дъбови гори – космат и виргилиев дъб. Край реките растат стари дървета от бяла топола, върба, хибридна топола.

## Фауна
Установени са 220 вида птици, от които 91 са включени в Червената книга на България. Защитената зона е важна за опазването на малкия креслив орел. Районът поддържа най-многочислените популации в България на царски орел, малък креслив орел, белоопашат мишелов, малък орел и черна каня. Срещат се също късопръст ястреб, полска бъбрица, дебелоклюна и късопръста чучулига, белочела сврачка, сивоок дъждосвирец, ливаден блатар, сирийски пъстър кълвач, голям маслинов присмехулник, черен щъркел, сив кълвач, червеногърба сврачка, ливаден дърдавец и ловен сокол. По време на миграция в се срещат малък корморан, къдроглав пеликан, белоока потапница, степен блатар, голям креслив орел, белошипа ветрушка и голяма бекасина.